# Интеркинез
Интеркине́з (от лат. inter — между и греч. kinesis — движение) (также интерфа́за 2) — непродолжительный период между первым и вторым делениями мейоза. Отличается от интерфазы в первую очередь тем, что во время него не происходит синтеза и репликации ДНК. Также отсутствует процесс деспирализации хромосом.
Происходит между телофазой 1 и профазой 2. Набор двойных хромосом одинарный (1n2c). Характерен для животных клеток. Продолжительность интеркинеза у разных клеток сильно варьирует.